# Proactiv
Proactiv är ett varumärke inom aknebehandling och hudvård som ägs av Guthy-Renker. Proactiv är en trestegs aknebehandling som säljs på prenumerationsbasis. Den inkluderar en cleanser, toner och behandling som består av salicylsyra och glykolsyra som dess aktiva ingredienser. Den kan också ta bort finnar
Kändisar som är med i Informercial för Proactiv är Emil Gullhamn, sångare i bandet State of Drama. 